# Тексаска революция
Тексаската революция (на английски: Texas Revolution) или Тексаската война за независимост (на английски: Texas War of Independence) е война между Мексико и Тексас (който до 1836 бил част от мексиканския щат Коауила и Тексас). Резултатът от нея бил превръщането на Тексас в независима република, непризната напълно от Мексико.

## Причини за войната
През 1835 мексиканският президент ген. Антонио Лопес де Санта Ана предложил нова конституция, с която трябвало да се отмени робството, от което зависела прехраната на много американски заселници. Освен това, за да ядоса още повече заселници, той насилствено довежда нелегални емигранти от пограничните щати и им дава земите на заселниците. Тази политика въдворила недоволство сред жителите на Тексас и станала причина за Войната за независимост.

## Начало на войната
Първата битка между тексасците и мексиканците била на 2 октомври 1835 близо до градчето Гонзалес. Командирът на тексаската армия със 150 души бил Джон Хенри Мур. Мексиканската кавалерия са численост 100 души била под командването Франсиско де Кастанеда. Тексасците не били редовна армия, а само доброволци. Първото по-сериозно сражение било битката при Консепсион, която била на 28 октомври 1835. Там участвали 90 тексасци под командването на Стивън Остин и 450 мексиканци (300 драгуни, 100 пехотинци, 2 оръдия) под командването на Доминго Угартечеа. В тази битка тексасците отблъснали числено превъзхождащата ги мексиканска армия, като губят само един човек, Ричард Андрюс, докато мексиканците губят между 14 и 76 души (според различни източници).
На 12 октомври армията на Остин (около 600 души) обсажда мексиканския град Сан Антонио де Бехар, който бил защитаван от армия от 1200 души под командването на Мартин Перфекто де Кос. Малко след това Остин отишъл в САЩ, откъдето се снабдявал с оръжия, а обсадата оглавил ген. Едуард Бърлсън, който предприел няколко успешни атаки на града. На 11 декември мексиканският гарнизон, страдащ от недостиг на провизии, капитулирал. Мексиканската артилерия и оръжия останали в ръцете на тексасците.
На 9 декември Тексасците превзели малкия град Голиад, в който на 10 декември била провъзгласена независимостта на Тексас.
Една от причините за ранните победи на тексасците била използването на ловни оръжия, които стреляли по отдалечени системи много по-добре, отколкото остарелите мексикански мускети Brown Bess.